# Ethniki Odos 24
Die Ethniki Odos 24 (griechisch Εθνική Οδός 24 ‚Nationalstraße 24‘) ist eine 22,7 km lange Straßenverbindung in Griechenland auf der Insel Korfu (amtlich Kerkyra, griechisch Κέρκυρα). Sie verbindet die Inselhauptstadt Korfu (Stadt) mit Paleokastritsa (Παλαιοκαστρίτσα) an der Westküste.

## Verlauf
Die Straße führt aus Korfu (Stadt) hinaus zunächst an der Ostküste der Insel nach Norden durch Kondokali und Gouvia und weiter durch das Innere der Insel an Gardelades vorbei zur Bucht von Paleokastritsa an der Westküste. Sie endet an der Kirche Agios Spiridonos im Westen von Paleokastritsa.